# Pop'n music -두근두근! 팝픈 만화-

《pop'n music -두근두근! 팝픈 만화》(일본어: ポップンミュージック わくわく! ポップンマンガ 폽픈 뮤직크 와쿠와쿠 폽픈 망가[*])는 코나미 엔터테인먼트의 휴대 전화용 유료 만화 사이트 〈주간 코나미 (구 디지털 코믹스)〉에 연재 및 배포되는 디지털 코나미의 4컷 만화이다. 같은 회사의 음악 게임 비마니 시리즈 중 하나인 팝픈 뮤직을 소재로 하고 있다.